# C'est vous qui voyez !
C'est vous qui voyez ! est un spectacle écrit et interprété par le duo comique Chevallier et Laspalès et mis en scène par Seymour Brussel en 1992.
Le sketch le plus connu est Le Train pour Pau (déjà présent dans le spectacle Bien dégagé autour des oreilles... SVP ! de 1988), où la phrase « C'est vous qui voyez ! » est répétée à plusieurs reprises sous la forme d'une blague récurrente.
L'expression est depuis rentrée dans le langage courant pour exprimer une situation quelque peu comique prise avec détachement. Philippe Chevallier et Régis Laspalès font allusion à cette notoriété dans le sketch Les Patelins qui sert d'ouverture au spectacle suivant. Ils se demandent qui peut ne pas connaître « le sketch du train ».

## Sketches interprétés
- Le Train pour Pau

Dans ce sketch, un client parisien (Philippe Chevallier) se renseigne auprès d'un préposé de la SNCF (Régis Laspalès) des modalités pour se rendre en train à Pau à l'occasion d'un enterrement. Les mimiques de Laspalès et le comique de répétition de  certaines phrases récurrentes : « Vous me cherchez ! », « C'est vous qui voyez ! », ou « Il y en a qui ont essayé. Ils ont eu des problèmes. Cela dit, il est très rapide. » ont permis au sketch d’accéder à la postérité, l'expression étant reprise dans le langage courant.
- La Sécurité routière
- L'Amputation
- Les Œuvres humanitaires N° 1
- Le Jeu de la vie
- Le Pavillon
- La Chanson de Paul
- Les Sportifs
- La Diététique
- Les Œuvres humanitaires N° 2
- Les Femmes
- Sketch muet
- S.O.S. Détresse
- Les Œuvres humanitaires N° 3
- Interview du chanteur
- Réception de l'hôtel
- Le Flamenco

## Captation vidéo
- Édité en DVD chez TF1 Vidéo, captation au Palais des glaces en 1992.